# B-Tribe
B-Tribe (сокращение от «Barcelona Tribe Of Soulsters») — музыкальный проект продюсеров и композиторов немецкого происхождения Клауса Цунделя (Claus Zundel, известен также под псевдонимом The Fearsome Brave — «Грозный храбрец»), Маркуса Стааба и Ральфа Хамма. Эти музыканты также известны своим предыдущим проектом Sacred Spirit.
В проекте классическая испанская гитарная музыка и другие элементы фламенко смешиваются с трип-хоп-музыкой. Все альбомы были записаны в личной звукозаписывающей студии Клауса Цунделя на Ивисе.
Все гитарные части композиций исполняет испанский музыкант Пако Фернандес (Paco Fernandez), а партию виолончели музыкант из Frankfort Radio Orchestra — Эрик Плумметаз (Eric Plummetaz).
B-Tribe был основан в 1993-м году, а в 1994 их сингл Fiesta Fatal занял первое место среди танцевальных хитов Европы.

## Дискография

### Fiesta Fatal!(1993)
Список треков:
1. Intro: Sueno del Cielo
2. Fiesta Fatal! (Album Edit) — Theme from Belfast Child, Traditional
3. Nadie Entiende
4. Lo Siento
5. Una Vez Mas
6. Love, Tears, Heartache + Devotion — Тема от Эрика Сати
7. Don’t Be Emotional
8. You Won’t See Me Cry — Тема от Vangelis «I’ll Find My Way Home»
9. Te Quiro — Interlude
10. Reprise: Fiesta Fatal!
11. Fiesta Fatal! (Barcelona Tribe Megamix) — Тема от Belfast Child (CD Bonus Track)

### Suave Suave(1995)
Список треков:
1. Suave Suave
2. Que Mala Vida (Album Version)
3. Sensual
4. Ahoy
5. Hablando
6. Interlude (основана на Gymnopédie #2 Эрика Сати)
7. Albatross
8. Te Siento
9. Nanita (A Spanish Lullaby)
10. Poesia (poem by Антонию Мачадо) (основана на Gymnopédie #2 Эрика Сати)
11. Yo Quiero Todo
12. Manha De Carneval

### Sensual Sensual(1998)
Список треков:
1. Overture (Concierto De Aranjuez)
2. Alegria
3. Sometimes
4. Hablame
5. Sensual Sensual
6. Zapateado
7. Tribute to J.S. Bach
8. La Guapa
9. Deseperada
10. Sa Trincha
11. Ahoy Ahoy
12. Ultima Cancion
13. La Unica Excusa…

### !Spiritual, Spiritual!(2001)
Список треков:
1. Intro
2. Adagio in G Minor
3. La Guitarra
4. Sketches of St. Antoni (Тема от Vangelis' «Le Singe Bleu»)
5. Las Salinas
6. Spiritual Spiritual
7. Es Vedra
8. Matador De Sa Pena
9. Reprise: Spiritual
10. Sunset in St. Carlos
11. She Moves Through the Fair
12. The Sun

### B-Tribe 5(2003)
Список треков:
1. Intro
2. Anika (feat. Luna)
3. Angelic Voices
4. Demasiado
5. Love (feat. Luna)
6. Misterio / Interlude
7. Wisdom & Courage (feat. Luna)
8. Ode to Dolores del Rio
9. Mi Alma Espanol
10. Luna Llena (feat. Luna)
11. ¡Libera Me'!

### Holophon presents B-Tribe Volume 6(2008)
Список треков:
1. Agua Azul
2. Suspiro
3. Lagrimas
4. Cristoblanco del Corcovado
5. La alma de la Guitarra
6. Pachamama
7. Principessa
8. Asturias
9. Monasterio
10. Sukha
11. Sin Alegria
12. Hasta Luego/Goodbye

## Синглы
- ¡Fiesta Fatal! (1993)
- Nadie Entiende (Nobody Understands) (1993)
- You Won’t See Me Cry (1993)
- Nanita (Spanish Lullaby) (1995)